# Фридрих III фон Саарверден
Фридрих III фон Саарверден (ок. 1348, Сарверден — 9 апреля 1414, Бонн) — курфюрст-архиепископ Кёльна с 1370 до 1414 год.
Был избран архиепископом Кёльна в двадцатилетнем возрасте при содействии своего двоюродного деда, архиепископа трирского Куно II фон Фалькенштейна. Спустя два года после некоторых размышлений избрание было утверждено папой Римским в Авиньоне. Фридрих обнаружил, что епархия была полностью разграблена его двумя вестфальскими предшественниками Адольфом и Энгельбертом III, также Фридрих в связи со своим избранием имел крупный долг Римской курии. Тем не менее, ему удалось с помощью своего достаточно состоятельного двоюродного деда Куно за несколько лет освободить епархию от долгов.

## Жизнь и деятельность

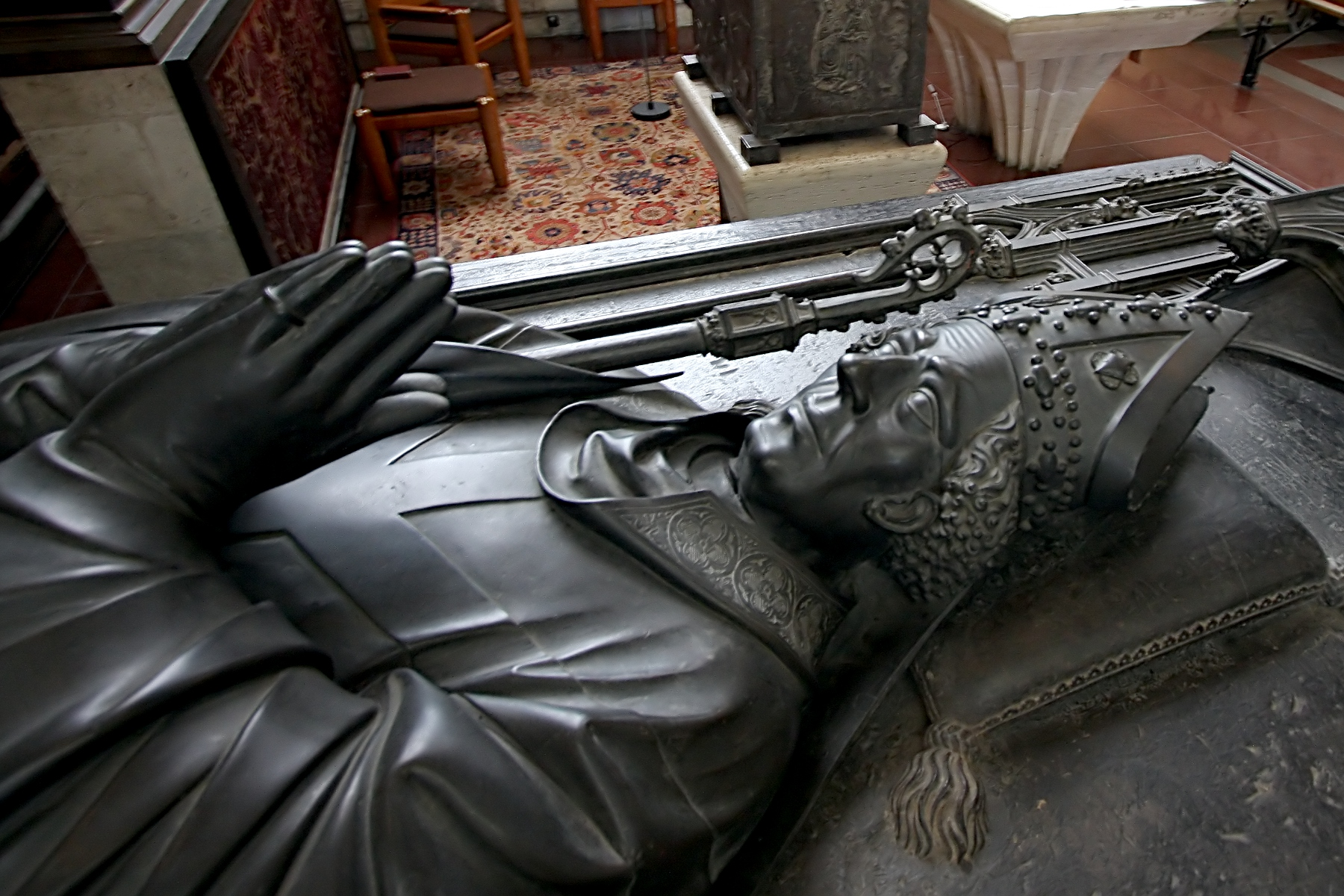
Эффигия на саркофаге Фридриха III фон Саарвердена в Кельнском соборе.

Фридрих фон Саарверден поддерживал кайзера Карла IV, получив взамен ряд привилегий, которые укрепили политическую власть Фридриха. Конфликты из-за наследования среди земской аристократии, так и стремление к автономии в городах, принадлежавших епископату, Фридрих успешно блокировал еще до начала своего правления и добился суверенности господствующего положения. Вплоть до конца правления Фридриха эти привилегии не оспаривались. Чтобы вернуть утраченное главенствующее положение, Фридрих не воспользовался лишь одним конфликтом, в городе Кёльне, где длилось противостояние между городским советом и судьёй по поводу наказания за особо тяжкие преступления, которое в конце концов переросло в вооруженное столкновение при участии соседствущих князей и которое закончилось компромиссом в 1377 году.
Фридрих смог увеличить имущество епископата. В 1368 году Куно фон Фалькенштайн, ещё до начала правления Фридриха, будучи в должности администратора архиепископства, завоевал графство Арнсберг. Фридрих ухитрился это приобретение использовать для пользы земли Линн на нижнем Рейне и сохранить этот участок в трёх межусобицах между братьями графа Адольфом и Энгельбертом фон дер Марк. Его деятельность в качестве землевладельца вряд ли можно переоценить, хотя за этим стояли государственные и церковно-политические инициативы.
Когда Фридрих III Саарверденский в 1414 году скончался, то оставил своему племяннику и преемнику Дитриху II фон Морс богатое и благоустроенное архиепископство и земли.

### Детство и юность

Герб графства Саарверден

Родителями Фридриха были граф Иоанн II Саарверденский и его жена Клара фон Вистинген. Владения графов Саарведенских располагались в одноименном городке на верхнем течении реки Саар. В то время как брат Фридриха Генрих был назначен преемником графства, сам Фридрих с десяти лет был предназначен для карьеры в церковной иерархии и поэтому был определён под опеку своего двоюродного деда, архиепископа Трирского, Куно II фон Фалькенштайн. Последний был в 1366 году назначен коадъютором Кельнского архиепископа Энгельберта фон дер Марк III и страстно желал для своего племянника высокого положение в Кёльне. Это ему удалось. Куно добился для Фридриха некоторого доходного прихода в Кёльне, а именно, должности старшего пастора в монастыре Заступничества Богородицы и должности каноника. На тот момент Фридрих изучал в Болонском университете Каноническое право, и должностями не воспользовался.

### Назначение архиепископом Кёльна
25 августа 1368 года скончался архиепископ Энгельберт III.. Куно фон Фалькенштайн продолжил возглавлять архиепископат дальше. Уже 28 августа Капитул (коллегия) высшего духовенства временно избрал Куно фон Валькенштайна на должность администратора на вакантный престол. Куно сразу же попробовал внедрить своего внучатого племянника Фридриха в епископат и достиг у коллегии следующего: отнюдь не единогласно было принято предложение зачислять избираемую персону в кандидаты в высшее духовенство помимо решения Церкви, а решение о замещении архиепископа уже принадлежало Папе. Папа Урбан V, находясь на папском престоле в Авиньоне, в 1368 году отклонил это наглое требование: Фридрих был слишком молод и еще не достиг канонического тридцатилетнего возраста, был неопытен в церковных делах, его личность и духовная жизнь Папской Курии были совершенно неизвестны. Наряду с этим кайзер Карл IV хотел бы видеть приемлемым кандидатом на предстоящих выборах своего сына Венцеля, желая сделать его римским королем епископата, и давил на Папу, который со своей стороны зависел от кайзеровской поддержки для восстановления сил Ватикана.
Поэтому Папа одновременно отказным письмом Фридриху фон Саарверден перевёл его двоюродного деда Куно из Трира в Кёльн, Йоганна фон Люксембург-Линьи, родственника и протеже кайзера Карла — из Страсбурга в Трир, а Фридриха фон Саарверден — в Страсбург.
Но Куно фон Фалькенштайн отказался от плана договориться со своим внучатым племянником, удовлетворив того Страсбургом.
Перестановка епископов по желанию Папы должна была удовлетворить претензии всех сторон, однако Куно, несмотря на настойчивые просьбы Курии и Кёльнской соборной коллегии, отказался. Тем не менее Папа помимо других кандидатов назначил Фридриха фон Саарверденского новым епископом Кёльна.
Почему занятие руководящего места в Кёльнском епископате с первого раза не увенчалось успехом, является неизвестым. Хотя существует мнение, что Папа с замещением должности связывал проблемы между кайзером и Куно фон Фалькенштайном, и просто хотел бы прекратить неопределенность этих отношений. Для Курии это решение был самым элегантным: по другим источникам действительно неспособный Йоганн фон Люксембург-Линьи остался в не столь известном политически Страсбурге, Куно же, посредством сохранения этого второго епископата, был вплоть до отмены тесно связан с Папой, а Кёльнский епископат получил грамотного администратора.
Попутно Курия могла бы получить доход (так называемая «пребенда») — прибыль Кёльнского епископата во время вакантного престола епископа — то есть получать ежегодно по предварительной оценке 20.000 золотых гульденов. [9] Поэтому Папа Урбан V назначает Куно фон Фалькенштайна 27 марта 1370 года апостольским викарием [10] на два дальнейших года с перспективой продления. [11]
Летом 1370 года Куно фон Фалькенштайн велит отправить вторую, а потому единогласно одобренную Соборной коллегией просьбу Папе о назначении Фридриха фон Саарверденского.[12] Фридрих тотчас же выезжает к Папскому двору, дабы расположить Папу к себе, таким образом его назначение происходит 13 Ноября.[13] Поскольку Фридрих упоминается в семи актах от февраля 1371 года [14] в качестве епископа, Генрих Фольберт Зауэрланд предположил, что он в короткий промежуток времени, будучи ещё в Авиньоне, был посвящён в дьяконы, пресвитеры, а затем и в епископы. [15] На основании этого Фридрих отправляется назад на Рейн для восшествия на престол. 20 июня 1371 года Фридрих подтверждает все указы Куно, как правовые, [16] после чего Куно 2 июля 1971 года освобождает всех официальных лиц от их клятв и обязательств[17].
13 ноября 1371 года Фридрих принял от посланника короля регалии и возможно в мае 1372 лично присутствовал у рейхстага в Майнце, дабы получить жалованное герцогство Вестфалию. [18] По его возвращении 21 июня 1372 года состоялся праздничный въезд в епископский город, а затем уже 30 апреля 1372 года Фридрих подтвердил все права города Кёльн. [19]
Существенной причиной, почему Папа жаловал Фридриха фон Саарверденского епископатом, были обширные финансовые обязательства юного епископа. Кёльнский епископат был на то время самым богатым епископатом Германии — Курия насчитывала годовой доход от Кёльна в 30.000 золотых гульденов.
Одновременно администрация Куно могла бы сохранить для Курии ещё 20.000 золотых гульденов. Вопреки принятому, платить лишь единожды так называемый «налог на назначение» в виде трети от годовой прибыли, то есть 10.000 гульденов, Фридрих обязался в шесть лет выплатить 120.000 золотых гульденов. За короткое время двумя предшественниками Фридриха Адольфом фон дер Марк и Энгельбертом III епископат был полностью разграблен, так что поступления в казну Курии стали практически невозможны. Курия лишь подтвердила свой привычный механизм санкций — при неуплате для начала грозило отлучение от церкви, затем интердикт в усиленной форме.[20]

### Финансовая политика
Беспорядки 1362—1372 годов принесли выгоду Адольфу фон дер Марк, Куно фон Фалькенштейн и Папе в Авиньоне в ущерб архиепископству Кёльна. У первых двоих также в руках были обширные территории и приносящие прибыль таможни вдоль Рейна в качестве залоговой собственности. Однако имелась разница между залоговой собственностью графа Адольфа и архиепископом Куно: в то время как Адольф получал прибыль от всех учреждений (так называемый Ewigkeitssatzung — что-то вроде кормления на Руси), из прибыли Куно высчитывались долги, что росли из-за запрета на церковные проценты.
В то время как залоговые владения Адольфа и доходы курии Кёльна также со временем уменьшались, залоговые владения Куно рано или поздно снова должны были достаться епископату.
По этой причине для Фридриха было самым важным вернуть владения Адольфа и заплатить Куно. Из-за условий оплаты задолженность Курии не имела никакого значения для Фридриха, и поэтому его погашение предполагалось в самую последнюю очередь.

### Долги архиепископа Куно фон Фалькенштайна
Богатый Архиепископ Трира был как бы неким подвидом домашнего банка для Фридриха, где он мог одалживать деньги без процента, деньги всякий раз давали ему из семейной солидарности. Однако временное уменьшение доходов всех без исключения учреждений, располагавшихся южнее Годесберга, ставило под сомнение политическую дееспособность Фридриха как землевладельца.
Пока Фридрих должен был с Куно оперировать деньгами других кредиторов, долги Куно росли. Конечной суммой задолженности, оставшаяся Куно от предшественников, было 73.607,5 флоринов. [41] Дополнительно Фридрих одолжил при своём вступлении в должность 1 июля 1371 года ещё 52.000 гульденов и отдал в заклад Куно для этого половину прибыльных рейнских таможень в районе Бонна. [42] Следующие 20.000 гульденов Фридрих должен был взять взаймы 1 июля 1374 г. — прошу заметить, после финансового вливания Кёльнского духовенства — и отдать в заклад Куно и вторую половину Боннских таможень, равно, как и таможни городов Райнберга и Цонза, чтобы все рейнские таможни находились в руках внучатого племянника Фридриха. Этот шаг был однако принят отнюдь не из чистой необходимости, скорее для позднейшего возвращения долга. Тем не менее Куно мог уже рассчитывать ежегодно на получение более 40.000 золотых гульденов от рейнских таможень. [43]
Полностью Фридрих расплатился с Куно лишь с помощью денег короля Карла IV, который в 1376 году заплатил за выборы своего сына Венцеля (Вацлава) Богемского королём Римской империи. Поскольку никакой расписки для королевских выборов Венцеля для обещанных 30.000 гульденов и 6.000 шоков (Schock — шок — монета в Богемии и Заксене) пражских грошей[44] получено не было, хроники отмечают получение лишь от 40 до 50.000 гульденов. [45]
Эта сумма покрывается распиской Куно фон Фалькенштайна от 28 июня 1376 г. Было получено более 49.034 гульденов наличными. [46] Вероятно, что эти деньги сразу после их получения в Ренсе, попали в руки Куно, поскольку в Кёльне не осталось никакого счёта, есть только расписка. Чтобы архиепископство было свободно от долгов [47] перед Куно фон Фалькенштайном, с тех пор Фридрих должен был посвятить себя освобождению от долгов перед Курией.